# Eje Thelin
Eilert (Eje) Ove Thelin, född 9 juni 1938 i Jönköpings Sofia församling, död 18 maj 1990 i Skarpnäcks församling, Stockholm, var en svensk jazzmusiker (trombonist) och kompositör.

## Biografi
Thelin växte upp i Danderyd. Han spelade i dixielandorkestern Pygmé Jazz Band som 15-åring. År 1956 mötte han Carl Fontana och ändrade stilinriktningen radikalt. Han bildade tillsammans med ventiltrombonisten Lalle Svensson en kvartett. Åren 1967–1972 bodde och verkade Thelin i Graz i Österrike. Där var han lärare vid musikkonservatoriet men spelade också med de främsta musikerna ute i Europa.
På 1970-talet bildade han ETG (Eje Thelin Group) med Harald Svensson, Bruno Råberg och Leroy Lowe. Musiken var modern, progressiv och expressiv och lät Thelins virtuositet komma till sin rätt. Ett exempel på Thelins kreativitet och uttryck är dubbelalbumet Eje Thelin Group Live ’76, inspelad på Moderna Museet i Stockholm.
Mot slutet av sin karriär komponerade Thelin mest, bland annat för Radiojazzgruppen. Eje Thelin är begravd på Danderyds kyrkogård.

## Diskografi
- 1962 – Jazz Jamboree 1962, vol. 2 (Polskie Nagrania Muza)
- 1963 – So Far (Columbia)
- 1964 – At the German Jazz Festival (Metronome)
- 1970 – Acoustic Space (EMI-Odeon)
- 1971 – The New Joachim Kühn/Eje Thelin Group in Paris (Metronome)
- 1972 – Candles of Vision, med Pierre Favre och Jouck Minor (Calig)
- 1973 – Club Jazz 8 (SR Records)
- 1975 – Eje Thelin Group (Caprice)
- 1975 – There Is Something Rotten in Denmark (Caprice)
- 1977 – Eje Thelin Group Live ’76 (Caprice)
- 1979 – Hypothesis (Musicians Records)
- 1980 – Bits & Pieces (Phono Suecia)
- 1983 – Polyglot, med Radiojazzgruppen (Caprice)
- 1986 – E.T. Project Live at Nefertiti (Dragon)
- 1991 – Raggruppamento, med Radiojazzgruppen (Phono Suecia)
- 2003 – Eje Thelin 1966 with Barney Wilen (Dragon)
- 2003 – Graz 1969 (Dragon)

### Medverkande (urval)
- 1961 – Quincy Jones: The Boy In The Tree (Mercury)
- 1962 – Krzysztof Komeda: Ballet Etudes (Polonia)
- 1963 – Nils Lindberg: Trisection (Columbia)
- 1964 – Benny Golson, The International Jazz Orchestra: Stockholm Sojourn (Prestige)
- 1964 – Jimmy Witherspoon: Some of My Best Friends Are the Blues (Prestige)
- 1969 – Don Cherry: Eternal Rhythm (MPS)
- 1969 – Rolf & Joachim Kühn: Monday Morning (Hör Zu Black Label)
- 1976 – Karin Krog: Different Days Different Ways (Philips)
- 1980 – Clarinet Summit: You Better Fly Away (MPS)
- 1980 – Kenny Wheeler: Around 6 (ECM)
- 1983 – Graham Collier: Hoarded Dreams (Cuneiform)

## Filmografi
- 1954 – Aldrig med min kofot eller Drömtjuven – trombonist i Pygmé Jazzband

### Filmmusik
- 1964 – Att älska

## Utmärkelser
- 1963 – ”Gyllene skivan” för So Far
- 1975 – ”Gyllene skivan” för Eje Thelin Group